# GSK-789,472
GSK-789,472 je lek koji deluje kao potentan i selektivan parcijalni agonist na dopaminskom receptoru D2, kao i antagonist na srodnom D3 podtipu. On ima dobru selektivnost u odnosu na D4 i druge receptore.